# TV Asahi
TV Asahi Corporation (jap. 株式会社テレビ朝日 Kabushiki-gaisha Terebi Asahi) – japońska stacja telewizyjna, istniejąca od 1957 roku, z siedzibą w tokijskiej dzielnicy Minato. Siostrzanym medium telewizji jest gazeta Asahi Shimbun. W 2013 roku spółka zatrudniała około 1100 pracowników, a jej aktywa finansowe zostały oszacowane na 100 mln jenów.

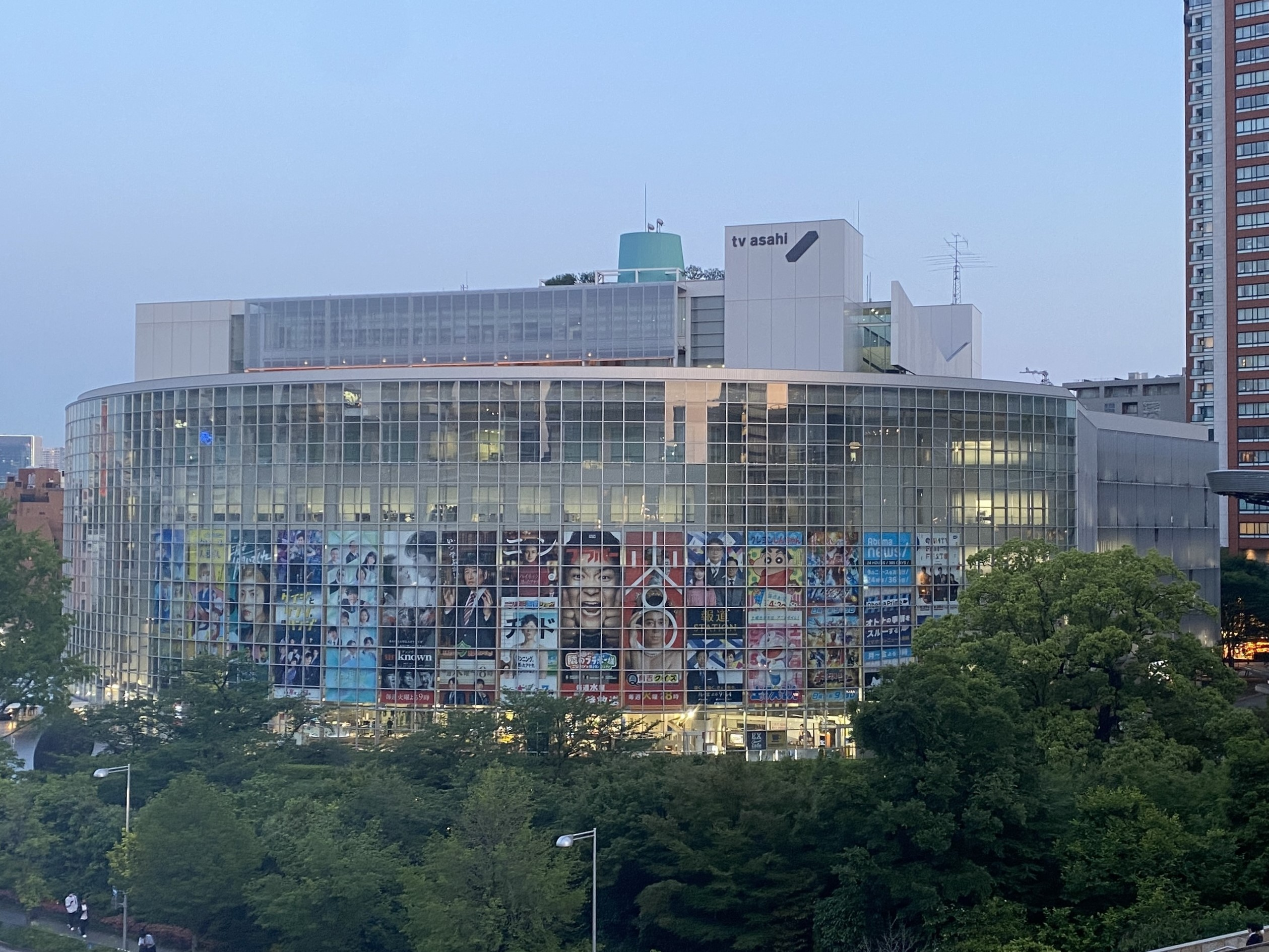
Budynek i główna siedziba TV Asahi.

Stacja słynie z produkcji własnych seriali telewizyjnych (dram) charakteryzujących się tematyką detektywistyczną, kryminałów, thrillerów, horrorów, mystery, seriali medycznych, komedii romantycznych czy akcji.
W roku 2024 przedsiębiorstwo zatrudniało 5450 osób.

## Historia
Telewizja Asahi została założona w listopadzie 1957 jako Nippon Educational Television (jap. 株式会社日本教育テレビ Kabushiki-gaisha Nihon Kyōiku Terebi). Oficjalną licencję jako JOEX-TV otrzymała dwa lata później, zmieniając potem nazwę na NET.TV. W kwietniu 1961 roku zostało rozpoczęte całodniowe nadawanie, natomiast sześć lat później rozpoczęto emisję w kolorze. W kwietniu 1977 nazwa telewizji została skrócona do TV Asahi.
W październiku 1996 uruchomiony został serwis All-Nippon News Network (ANN) (jap. オールニッポンニュース・ネットワーク Ōru Nippon Nyūsu Nettowāku), co poskutkowało licznymi reformami, jak choćby ujednoliceniem nowego logo korporacji. Latem 2002 roku, telewizja zanotowała najlepszą oglądalność w Japonii, podczas meczu Mistrzostw Świata w Piłce Nożnej: Japonia – Tunezja (45,5%). Rok później, główna siedziba korporacji została przeniesiona do dzielnicy Minato w Tokio i zmieniła nazwę na TV Asahi Corporation.

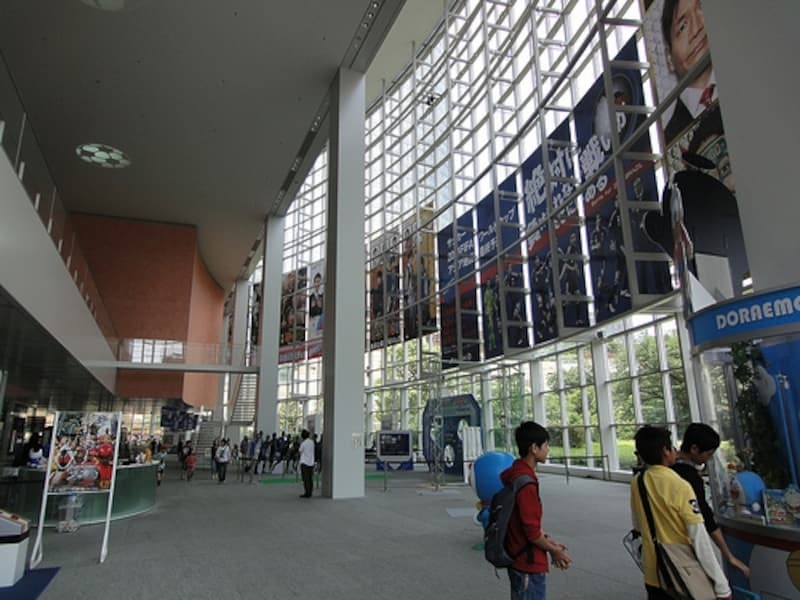
Lobby w TV Asahi.

Od 2000 roku spółka jest notowana na Tokijskiej Giełdzie Papierów Wartościowych.

## Emisja

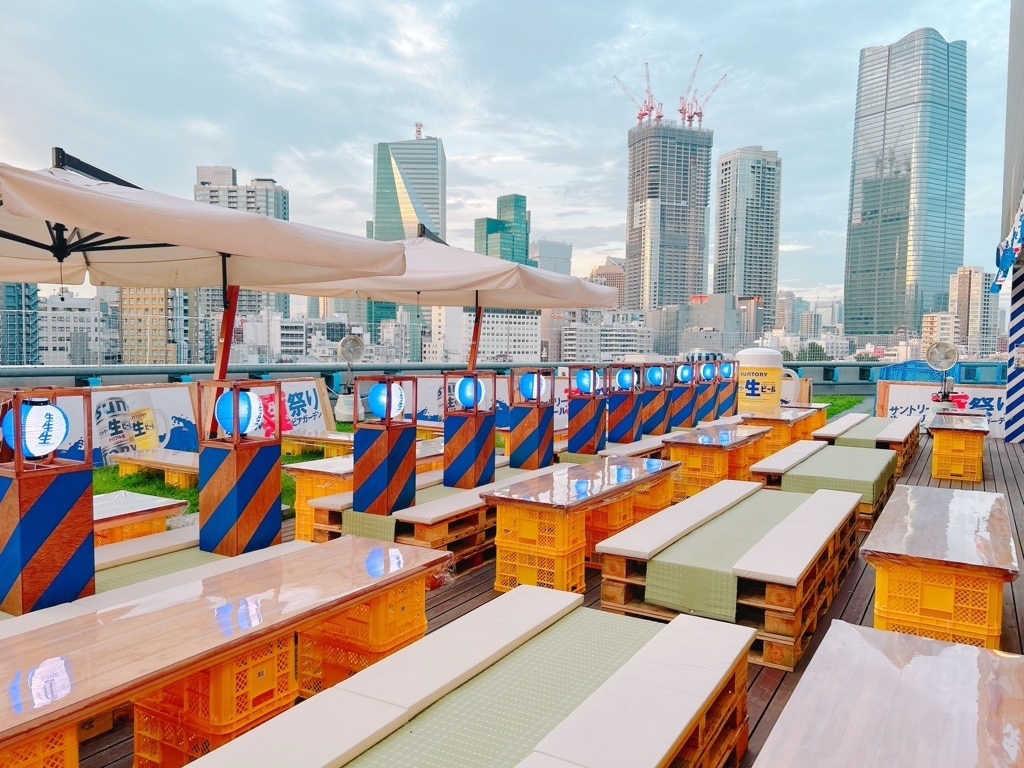
Lobby na dachu stacji.

Telewizja Asahi jest transmitowana poprzez Tokyo Skytree, umiejscowioną w dzielnicy Sumida. Korzysta także z Tokyo Tower. Dostępna jest zarówno w formacie analogowym, jak i w formacie cyfrowym.

## Programy
Telewizja Asahi emituje popularne na świecie opery mydlane oraz seriale tokusatsu, wśród których można wyróżnić:
- As the World Turns
- Moda na sukces
- Guiding Light
- Super Sentai
- Kamen Rider
- Metalowi herosi
- Sliders
- Żar młodości

Głównie jednak TV Asahi jest znana z licznie emitowanych anime/serial animowany takich jak:
- Adventures of Sonic the Hedgehog
- Akademia policyjna
- Ashita no Nadja
- Atashin’chi
- Bia – czarodziejskie wyzwanie
- Bobobō-bo Bō-bobo
- Bystry Bill
- Candy Candy
- Czarodziejka z Księżyca
- Doraemon
- Freakazoid!
- Generał Daimos
- Gumisie
- Gundam
- Hanna-Barbera (1958-1974)
- Kapitan Planeta i planetarianie
- Lu Lu i cudowny kwiat
- Pretty Cure
- Princess Princess
- Rycerze Zodiaku
- Sally czarodziejka
- Shin-chan
- Slam Dunk
- Smerfy
- Snorksi
- Speed Grapher
- Stich!
- Szmergiel
- Tenjho Tenge
- Yu-Gi-Oh!
- Wezyr Nic-po-nim
- Zombie Loan